# Abu Zayyan II
Abû Zayyan II (en arabe أبو زيان الثاني, Abu Zeyyan āt-thani, en berbère ⴰⴱⵓ ⵣⴰⵢⴰⵏ  ⵡⵉⵙ ⵙⵉⵏ, Abu Zeyyan wiss sin), de son vrai nom Mohamed Ben Abou Hammou régna sur le royaume zianide de Tlemcen entre novembre/décembre 1393 (année hégirienne 796) à 1398 (année hégirienne 801), année où il meurt chassé du trône par son frère Abū Muḥammad ʿAbd Allāh,.